# Ehemaliges Frauengefängnis Glückstadt
Das Frauengefängnis Glückstadt Am Rethövel 9 in Glückstadt bestand von 1875 bis 1927. Zuvor diente es seit Fertigstellung 1738/1739 als „Zucht- und Tollhaus“. Heute ist es ein Wohnungskomplex mit 17 Wohneinheiten und steht unter Denkmalschutz.

## Bau und Architektur
Das durch Schenkungen und Spenden finanzierte Gebäude wurde in den Jahren 1736 bis 1738 gebaut, einigen Quellen zufolge im Jahr 1739, ursprünglich um das Bettlerunwesen zu minimieren. Es wurde in einem schlossartigen Stil auf viereckigem Grundriss und mit einer Zugbrücke errichtet. Das Gebäude teilte sich in verschiedene Bereiche auf. Es gab Arbeits- und Aufenthaltsräume, Krankenstuben und eine Kirche. Die Gefangenen arbeiteten in einer Färberei, einer Schmiede und einer Wollkämmerei. Die auch im Keller befindlichen Zellentrakte wiesen eine Größe von etwa 8 Quadratmeter auf und dienten für mindestens 4–5 Gefangene.
Das Gebäude wurde im Laufe der Jahre erweitert, die Erweiterungsbauten wurden 1755 vollendet.
Im Innenhof des Gebäudes befand sich ein Hinrichtungsplatz. Bei Hinrichtungen erklang die Armesünderglocke aus dem Turm des Gebäudes. Im Innenhof des Gebäudekomplexes befinden sich zudem zwei Treppentürme. In zwei Zuchthausgärten wurde für den Eigenbedarf der Insassen angebaut.
Ein Modell des Zucht- und Tollhauses von Alwin Freitag steht im Glückstadter Detlefsenmuseum.

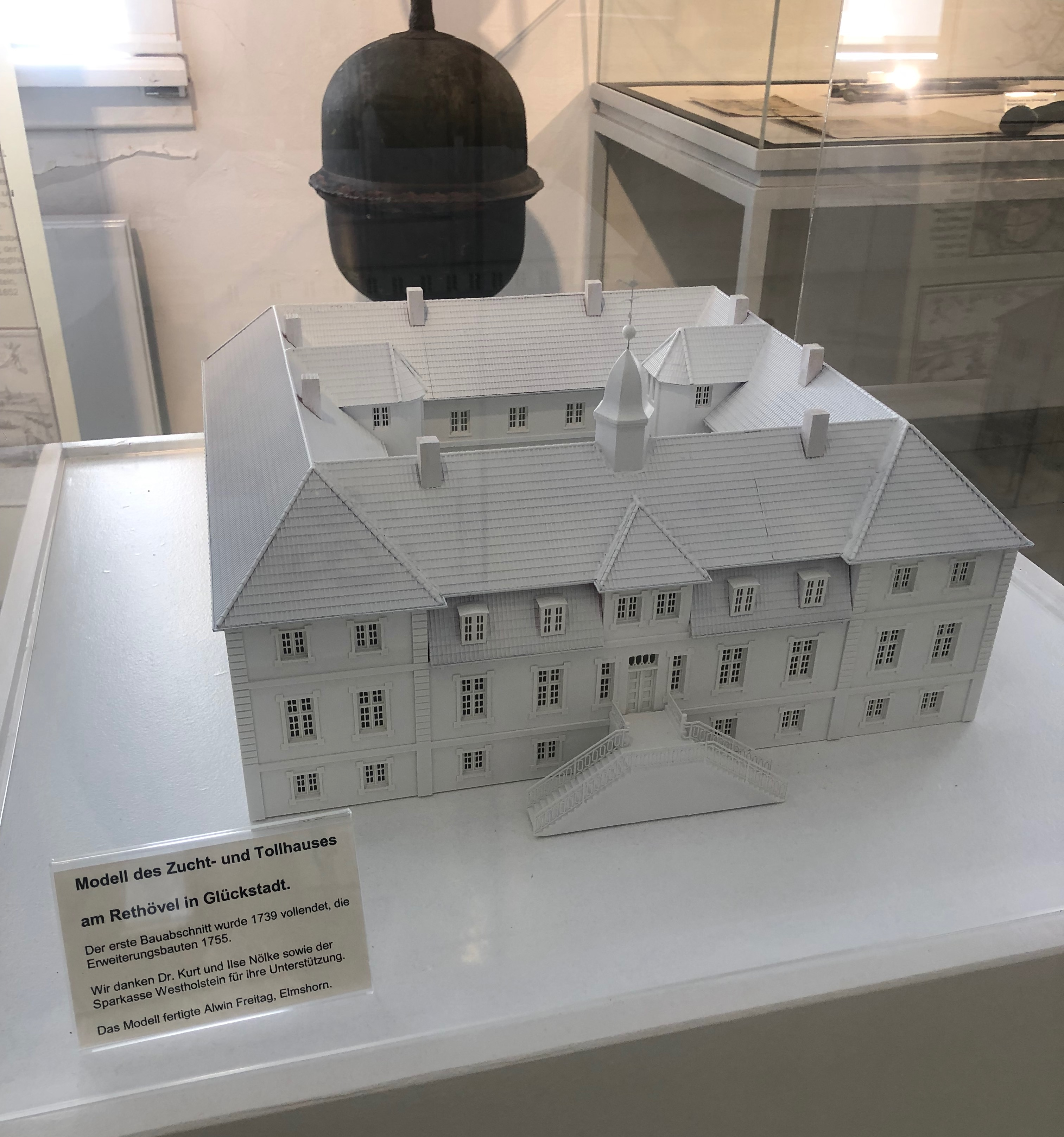
Modell des Zucht- und Tollhauses im Detlefsen-Museum Glückstadt, Modell von Alwin Freitag

## Geschichte
Die ersten 20 Jahre nach der Fertigstellung des Baus wurden nur Strafgefangene, später auch „Geisteskranke“, die eine Gefahr für die Allgemeinheit darstellten, im Gebäude aufgenommen. Zu dieser Zeit wurden sowohl Männer als auch Frauen im Haus inhaftiert. Die Anstalt erlangte schnell einen Ruf in ganz Schleswig-Holstein. Man sagte über Menschen, von denen man wusste, dass sie in Glückstadt eingesessen hatten „He hett in Glückstadt studeert“. Die Insassen saßen wegen Verbrechen wie Brandstiftung, Mordes, Vergiftung, Diebstahl und Einbruch. Auf Brandstiftung stand beispielsweise fast immer eine lebenslange Haftstrafe und oft auch die Hinrichtung.
Es gibt mehrere überlieferte Dokumentationen über die Insassen des Zucht- und Tollhauses und über die Insassinnen des Frauengefängnisses. Die wohl bekannteste als auch letzte Hinrichtung im Zucht- und Tollhaus fand am 13. Mai 1868 statt. Der sogenannte „Marschenmörder“ Timm Thode wurde hingerichtet, da er seine Eltern, seine fünf Geschwister sowie die Dienstmagd umbrachte und den Hof der Familie anzündete.
Im Jahr 1875 wurde das Toll- und Zuchthaus in ein reines Frauengefängnis umgewandelt.
Mehrere Quellen dokumentieren, dass das Haus regelmäßig überfüllt gewesen sei. Ursprünglich habe es 49 Plätze für Wahnsinnige gegeben, jedoch sprechen Berichte aus dem Jahr 1799 davon, dass vermehrt auch Menschen eingeliefert wurden, die keineswegs als wirkliche Wahnsinnige angesehen werden konnten. Generell habe es 600 Plätze gegeben, in Spitzenzeiten beherbergte das Haus jedoch bis zu 800 Insassen.
Heutzutage ist das Haus dank fortlaufender Instandhaltung sehr gut erhalten. Es trotzte bereits mehreren Sturmfluten, so zum Beispiel auch der aus dem Jahre 1756, als das Wasser bis zum 1. Stock des Gebäudes stand.